# John Toland (matemático)
John Francis Toland FRS FRSE (Derry, 28 de abril de 1949) é um matemático britânico/irlandês.